# The Raid - Redenzione
The Raid - Redenzione (in indonesiano Serbuan Maut che significa "irruzione mortale", noto anche semplicemente come The Raid) è un film d'azione di arti marziali indonesiane del 2011, montato, scritto e diretto da Gareth Evans con Iko Uwais.
Questa è la seconda collaborazione di Evans e Uwais dopo il loro primo film d'azione, Merantau, uscito nel 2009. Entrambi i film mostrano la tradizionale arte marziale indonesiana Pencak Silat. I coreografi della lotta di The Raid sono Iko Uwais e Yayan Ruhian, che hanno anche collaborato per il film Merantau. La versione statunitense del film è caratterizzata dalle musiche di Mike Shinoda e Joseph Trapanese, che sostituiscono quelle originali indonesiane.
Dopo la sua anteprima mondiale al Toronto International Film Festival (TIFF), The Raid ha ricevuto recensioni positive da parte della critica. Il nome del film è stato cambiato in The Raid: Redemption negli Stati Uniti perché la società distributrice Sony Pictures Classics non poteva garantire i diritti d'autore per il titolo; questo ha anche permesso a Evans di pianificare i futuri titoli della serie. È stato pubblicato negli Stati Uniti in DVD e in Blu-ray il 14 agosto 2012.

## Trama
L'apertura del film avviene in un condominio nei bassifondi di Giacarta: una squadra selezionata di 20 uomini della polizia arriva inosservata, guidata dall'esordiente ufficiale Rama, il sergente Jaka e il tenente Wahyu. Il team si propone di uccidere il signore del crimine Tama Riyadi, che possiede l'intero blocco. Dopo che la squadra ripulisce i primi piani e arresta vari inquilini criminali, trattiene un uomo che sta consegnando la medicina per la moglie malata, ma Rama gli consente di lasciargliela. Il gruppo continua inosservato fino al sesto piano, finché viene notato da un giovane, che riesce a fare scattare l'allarme prima di venire ucciso da Wahyu. Tama chiama i rinforzi, che riescono a uccidere e mutilare la maggior parte delle forze di polizia.
Mentre tagliano i fili della luce, Tama comunica al sistema PA che quelli della polizia sono intrappolati al sesto piano, e che concederà residenza permanente gratuita per coloro che uccideranno gli intrusi. Nel buio, alla squadra viene subito tesa un'imboscata da tiratori provenienti da sopra e da sotto, e Jaka apprende da Wahyu che la missione non è ufficialmente autorizzata dalla polizia, per cui nessuno conosce la loro posizione e non arriverà nessun appoggio o rinforzi. Mentre fuggono in un appartamento vuoto, sparano a Bowo che rimane ferito. Per salvarlo, Rama improvvisa un'esplosione che uccide alcuni inquilini. Appena altri nemici si avvicinano, la squadra si divide di nascosto in due gruppi: Jaka, Wahyu, e Dagu si ritirano al quinto piano, mentre Rama e Bowo salgono al settimo.
Mentre combattono nell'appartamento dell'inquilino precedentemente rilasciato, Rama e Bowo lo pregano di aiutarli. Anche se la moglie malata lo esorta a non mettersi in gioco, lui accetta con riluttanza e nasconde gli ufficiali in un passaggio segreto. Una banda arriva e fruga nell'appartamento dell'uomo, ma non riescono a trovare Rama e Bowo, e alla fine lasciano stare. Dopo aver dato assistenza medica a Bowo, Rama lo lascia con la coppia per cercare la squadra di Jaka, ma viene catturato da Andi, il braccio destro di Tama. Viene poi rivelato che Rama è il fratello di Andi, e che ha firmato per la missione per cercare di salvare Andi.
Contemporaneamente, Jaka e il suo gruppo si trovano da Mad Dog, spietato scagnozzo di Tama. Wahyu fugge, e Jaka ordina a Dagu di seguire Wahyu. Mad Dog cattura Jaka, ma, invece di sparargli, lo sfida a un combattimento corpo a corpo. Alla fine Mad Dog sconfigge e uccide Jaka, poi trascina il cadavere in un ascensore. Andi dice a Rama di aspettare prima di partire e si incontra con Mad Dog. Tuttavia, Tama ha visto Andi parlare con Rama attraverso le numerose telecamere nascoste nell'edificio. Rendendosi conto del tradimento di Andi quando non è tornato con un cadavere, Tama pugnala Andi nella mano e lo passa a Mad Dog.
Rama si unisce a Wahyu e Dagu, che vanno a combattere in un laboratorio di droga, poi si dirigono verso Tama al 15º piano. Rama, trovando Andi essere stato picchiato da Mad Dog, si separa da Wahyu e da Dagu per salvarlo. Mad Dog gli permette di liberare Andi e combatte con entrambi i fratelli. Dopo una lunga battaglia, egli viene sopraffatto e ucciso dal duo. Nel frattempo, Wahyu e Dagu si confrontano con Tama, ma Wahyu tradisce Dagu e lo uccide. Wahyu prende Tama in ostaggio con l'intenzione di usarlo per fuggire, ma Tama lo insulta, con l'intento di provocarlo. Wahyu uccide Tama e tenta il suicidio, ma non ha pallottole.
Andi usa la sua influenza sugli inquilini per consentire a Rama di andarsene con Bowo e il traditore Wahyu. Andi ha le mani su numerose registrazioni in cui Tama ricatta funzionari corrotti in cambio di tangenti, sperando che Rama le possa utilizzare a suo vantaggio. Rama chiede a Andi di tornare a casa, ma Andi si rifiuta, perché si è ormai abituato al suo attuale stile di vita. Prima che Rama vada via, Andi afferma che può proteggere Rama nel suo ruolo di boss criminale, ma che Rama non può fare lo stesso per lui.

## Produzione
Dopo il film Merantau, Gareth Evans ed i suoi produttori hanno iniziato a lavorare su un nuovo film di Silat chiamato Berandal (in indonesiano sta per "teppisti"), un film con una banda di ex detenuti con l'intenzione di avere come protagonisti non solo attori di Merantau come Iko Uwais e Yayan Ruhian ma anche un paio di star internazionali che si dedicano alla lotta. Un trailer pubblicitario è stato girato, ma il progetto si è rivelato più complesso e richiedere più tempo del previsto.
Dopo un anno e mezzo, Evans e i produttori si sono ritrovati con fondi insufficienti per produrre Berandal, così hanno dovuto fare una storia più semplice ma diversa e con un budget inferiore. Hanno chiamato il progetto Serbuan Maut (The Raid). Il produttore Ario Sagantoro pensava che il film fosse più leggero di Merantau. Gareth Evans lo riteneva inoltre "molto più snello", affermando che "Merantau è più di un dramma, mentre The Raid è più di un horror."
La pre-produzione ha richiesto circa quattro mesi, che comprendono la messa a punto del copione (che comprendeva la traduzione in indonesiano del testo originale in inglese) e il lavoro ideato da Iko Uwais e Yayan Ruhian per la coreografia della sequenza di combattimento. Gli attori che compongono i membri principali della squadra di polizia sono stati inviati all'addestramento militare con KOPASKA, dove hanno imparato come usare le armi, come eseguire un attacco strategico e le tecniche di difesa. Le riprese iniziarono nel marzo 2011. The Raid è stato girato con una videocamera Panasonic AF100.

## Colonna sonora
Il 20 marzo 2012 è stata resa disponibile la colonna sonora statunitense del film, realizzata da Mike Shinoda dei Linkin Park e da Joseph Trapanese.
Presentata in concomitanza con la proiezione del film al Sundance Film Festival 2012, contiene 24 brani interamente strumentali e due che hanno visto la partecipazione vocale di Chino Moreno (Deftones, Crosses) e del gruppo musicale hip hop Get Busy Committee.

## Distribuzione
Sony Pictures Classics ha acquisito i diritti di distribuzione del film per gli Stati Uniti, e rivisto la lunghezza dei brani musicali e ha cambiato il titolo in The Raid: Redemption. Sono stati venduti i diritti di distribuzione anche per altri paesi, tra cui Alliance (Canada), Momentum (Regno Unito), Madman (Australia), SND (Francia), Kadokawa (Giappone), Koch (Germania), HGC (Cina), Calinos (Turchia). Offerte sono state fatte anche ai distributori provenienti da Russia, Scandinavia, Benelux, Islanda, Italia, America Latina, Corea e India durante la proiezione del film al Toronto International Film Festival.
In Italia il film esce direct-to-video a partire dal 4 dicembre 2013, distribuito dalla Eagle Pictures.

## Accoglienza
Le recensioni sono state molto positive: sulla base di 173 recensioni raccolte da Rotten Tomatoes, il film detiene un tasso di approvazione dell'87%, e un punteggio medio di 7.5/10. Il sito ha segnalato il consenso critico come "senza fronzoli e tutto emozioni", e ha lodato il film come "un film d'azione di inventiva sapientemente ritmata e cura dei particolari per il massimo divertimento". Alcuni critici lo hanno definito addirittura il miglior film d'azione del decennio.
Al contrario, Roger Ebert ha dato al film una sola stella su quattro, ha criticato la mancanza di profondità di carattere, e ha osservato che "il regista gallese Gareth Evans, sa che c'è un pubblico appassionato alla sua formula, in cui gli effetti speciali amplificano il caos della carneficina senza senso".

### Incassi
Nel suo debutto con Sony Pictures Classics negli Stati Uniti e in Canada il 23-25 marzo 2012, The Raid: Redemption ha incassato 220.937 dollari da 24 sale per una media di posizione di 15.781 dollari. Per la sua ampia uscita di apertura nel weekend, negli Stati Uniti e in Canada il 13-15 aprile 2012, il film ha incassato 961.454 dollari da 881 sale, e si è classificato 11º in assoluto. Nel Regno Unito il film ha incassato 660.910 dollari nel weekend di apertura. In Indonesia, approssimativamente 250.000 persone hanno guardato il film nei primi quattro giorni dopo la sua uscita, e ha visto una grande partecipazione di pubblico per un paese che ha solo circa 660 sale in tutta la nazione. Dall'8 luglio 2012, il film ha incassato 4.105.123 dollari negli Stati Uniti e in Canada.

### Premi
- Premio Midnight Madness al Toronto International Film Festival nel 2011[29]
- Premio Dublin Film Critics Circle per Miglior Film e di pubblico al Jameson Dublin International Film Festival 2012[30]
- Premio Sp!ts Silver Scream al Imagine Film Festival, Amsterdam, 2012[31][32]
- Miglior film in lingua straniera 2012 da Indiana Film Journalists Association[33]

## Remake
Pochi mesi dopo la Sony ha acquisito i diritti di distribuzione del film in Nord America, ed è stato annunciato da The Hollywood Reporter che la sua società controllata, Screen Gems, è in trattative per produrre un remake hollywoodiano. L'operazione è stata completata nel mese di novembre 2011 con lo sceneggiatore-regista Gareth Evans che serve come produttore esecutivo del remake. XYZ Films, produttori esecutivi della versione originale indonesiana, saranno i produttori della versione americana. Screen Gems vuole anche che gli stessi coreografi di The Raid partecipino al remake. Nel febbraio 2014, Patrick Hughes è stato scelto come regista della versione americana.

## Sequel
Durante lo sviluppo di The Raid in forma di copione, Evans ha iniziato a "giocare" in giro con l'idea di creare un collegamento tra esso e il progetto iniziale, Berandal. È stato poi confermato che Berandal servirà come sequel di The Raid. Evans ha anche dichiarato la sua intenzione di fare una trilogia.
Sony ha pre-acquistato negli USA, America Latina e Spagna i diritti per fare un sequel. Alliance/Momentum ha pre-acquistato i diritti per il Regno Unito e il Canada; Koch Media ha acquisito il film per i territori di lingua tedesca; Korea Screen ha pre-acquistato i diritti per la Corea, e HGC ha pre-acquistato i diritti per la Cina. Offerte per altri territori importanti sono in trattativa.
Provvisoriamente intitolato Berandal per il mercato indonesiano e The Raid: Retaliation per il mercato americano, il sequel è previsto che avrà un bilancio "significativamente maggiore" rispetto al suo predecessore, e il suo programma per la produzione prevede circa 100 giorni per le riprese. La pre-produzione era previsto che cominciasse nel settembre 2012, mentre le riprese erano previste per gennaio 2013.

## Altri media
Un fumetto basato su The Raid è stato pubblicato il 21 maggio 2012.